# Hypocrea viridescens
Hypocrea viridescens är en svampart som beskrevs av Jaklitsch & Samuels 2006. Hypocrea viridescens ingår i släktet svampdynor och familjen Hypocreaceae.  Arten är reproducerande i Sverige. Inga underarter finns listade i Catalogue of Life.